# Cellule de la granulosa
 (septembre 2008).
Si vous disposez d'ouvrages ou d'articles de référence ou si vous connaissez des sites web de qualité traitant du thème abordé ici, merci de compléter l'article en donnant les références utiles à sa vérifiabilité et en les liant à la section « Notes et références ».

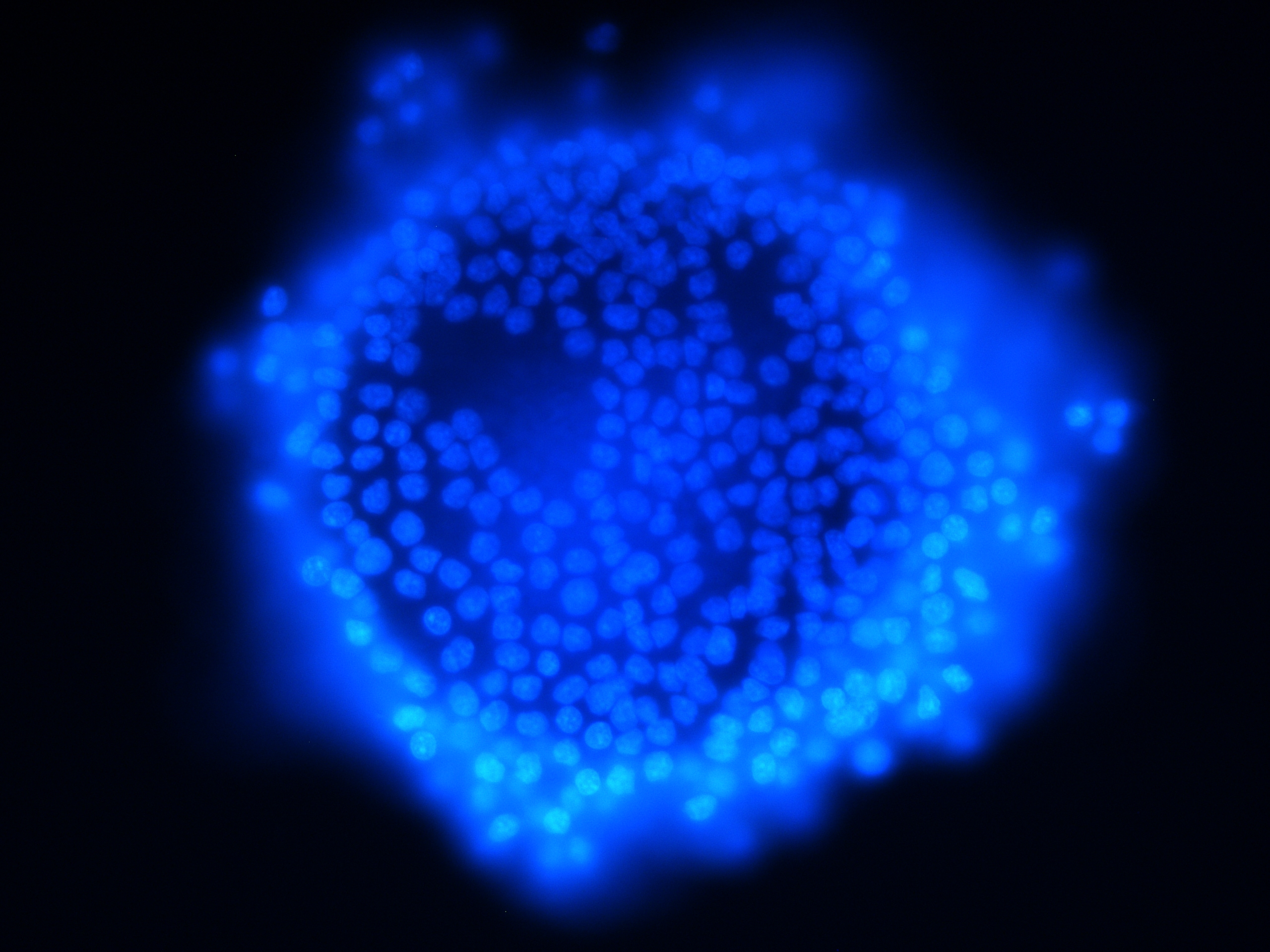
Photographie d’un ovocyte de porc, entouré de la granulosa. Coloré avec du DAPI. Microscopie à fluorescence. Objectif 40x.

La granulosa est une couche de cellules folliculeuses granuleuses entourant l'ovocyte et la cavité liquidienne du follicule ovarien et responsable de la sécrétion de la progestérone durant la 2e moitié d'un cycle ovarien (corps jaune périodique) ou durant les quatre premiers mois de la grossesse (corps jaune gravidique), mais aussi des œstrogènes au cours du cycle.
Au 14e jour du cycle, a lieu un pic de LH et de FSH (hormone gonadotrophine : sécrétées par l'hypophyse) : c'est l'ovulation, ce qui provoquera indirectement une forte hausse de la production d’œstrogène.
Durant la première partie du cycle, les cellules de la granulosa se multiplient pour former plusieurs dizaines de couches autour de l'ovocyte (stratification de la granulosa). Par la production de glycoaminoglycanes se créent dans leur épaisseur des cavités remplies de liquide folliculaire. Par confluence, elles donnent une cavité unique centrale, l'antrum, tandis que l'ovocyte entouré d'une seule couche cellulaire (future corona radiata) est rejeté en périphérie.
Durant cette phase, la granulosa est séparée de la thèque interne par une lame basale (ou membrane de Slavjanski), et reste dépourvue de vascularisation. Elles vont alors, grâce à leur aromatase, pouvoir transformer les androgènes produits par la thèque interne en œstrogènes, en réponse à la sécrétion de FSH hypophysaire.
Durant la deuxième moitié du cycle (après l'ovulation), le follicule prend le nom de corps jaune périodique. Les capillaires[Quoi ?] de la thèque externe franchissent la lame basale qui les sépare de la granulosa. Ainsi vascularisée, ses cellules se différencient pour prendre l'aspect typique de cellules sécrétrices de stéroïdes ; devenant de grosses cellules lutéiniques elles sécrètent alors la progestérone le long des 14 jours de cette phase, puis après le corps jaune se rétracte en corps albicans, laissant une petite cicatrice fibreuse sur la surface de l'ovaire.
Si fécondation et grossesse, le corps jaune prend le nom de « corps jaune gravidique » puisque, sous l'influence de la Beta HCG placentaire, il continue à sécréter la progestérone (granulosa et thèque interne) et les œstrogènes (granulosa) durant environ 2 mois, et ça jusqu'à ce que le placenta prenne le relais.